# Oterleek
Oterleek est un village situé dans la commune néerlandaise de Alkmaar, dans la province de la Hollande-Septentrionale.

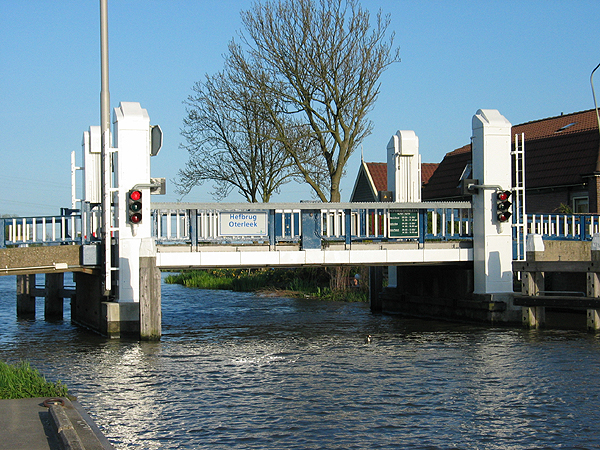
Pont

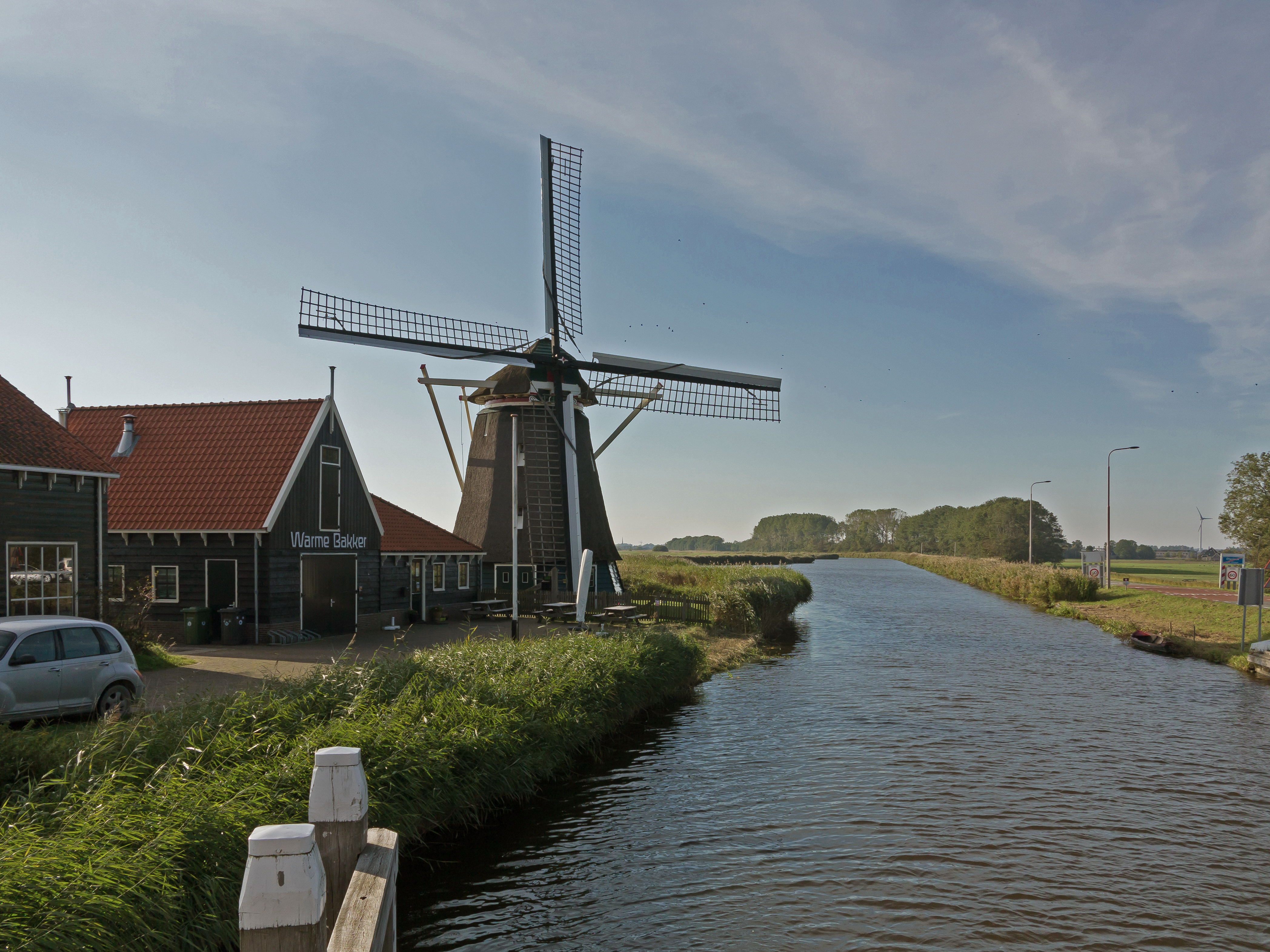
Moulin : korenmolen De Otter

## Histoire
Oterleek a été une commune indépendante jusqu'au 1er août 1970. À cette date, la commune fusionne avec Schermerhorn et Zuid- en Noord-Schermer, pour former la nouvelle commune de Schermer.